# Namenvase
Als Namenvase bezeichnet man in der Klassischen Archäologie bestimmte Vasen, nach deren besonderen Kennzeichen ein sonst namentlich unbekannter Vasenmaler einen Notnamen erhielt. 
Die Vergabe dieser Notnamen war notwendig, da der größte Teil der antiken Vasenmaler nicht signierte; um jedoch einzelne Künstlerpersönlichkeiten unterscheiden zu können, griff man zu den Notnamen. Namengebend können Dinge wie Motive, Besitzer, Fundorte, Aufbewahrungsorte, Inschriften oder die Töpfer sein. Bei Vasen aus Athen ist zu einem Großteil der Archäologe John D. Beazley namengebend tätig gewesen, der als Erster diese Vasen systematisch bearbeitete, bei unteritalischen Vasen der Archäologe Arthur D. Trendall.
Bedeutende Vertreter, die nach einer Namenvase benannt wurden, sind beispielsweise der Maler von Berlin A 34, der Nessos-Maler, Andokides-Maler, Antimenes-Maler, Antiphon-Maler, Berliner Maler und der Pistoxenos-Maler.
Siehe auch Liste der antiken Künstler mit einer Auflistung zahlreicher antiker Künstler mit Notnamen.